# Z tobą chcę oglądać świat
Z tobą chcę oglądać świat – piosenka skomponowana i wykonywana przez Zbigniewa Wodeckiego w duecie ze Zdzisławą Sośnicką do tekstu Jonasza Kofty. Tytuł alternatywny to Cały świat to Ty.

## Geneza powstania utworu
Piosenka powstawała zimą 1986 roku w Grand Hotelu w Sopocie. Zbigniew Wodecki wraz z grupą innych polskich artystów – m.in. z udziałem Zdzisławy Sośnickiej – był w trakcie trasy koncertowej po Polsce północnej. Pewnego dnia piosenkarka zwróciła się do niego z prośbą żeby wspólnie przygotowali piosenkę z myślą o udziale w widowisku muzycznym pt. Duety, jak i na przyszłe koncerty. Sośnicka chciała mu wręczyć taśmę z kilkoma tzw. światowymi przebojami, lecz Wodecki stwierdził jednoznacznie, że wcale nie musi śpiewać w stylu modnej czarnej muzyki soul czy funk, ponieważ jest w stanie napisać coś lepszego. Pierwszego wolnego dnia, muzyk wyruszył na poszukiwanie instrumentu. Wkrótce okazało się, że stoi w sali używanej tylko w sezonie i nie ma tam ogrzewania. Tam właśnie powstała kompozycja do tekstu pt. Z tobą chcę oglądać świat. Jeszcze tego samego dnia wieczorem pierwsze cztery takty przyszłego utworu, zostały przedstawione Zdzisławie Sośnickiej, która okazała się być entuzjastycznie nastawioną do tego pomysłu i zachęcała kompozytora żeby dokończył swoje dzieło. Wodecki miał jednak sporo trudów podczas pisania tej piosenki, więc podczas wspólnego tournée do duetu nie doszło. Po pewnym czasie jednak udało się zamknąć całość muzycznie, i zaaranżować utwór. Tekst powstał w jednym z hoteli we Wrocławiu – Wodecki nie był do końca pewien, ale prawdopodobnie przyjechał tu, by akompaniować Ewie Demarczyk, i w opustoszałym hotelu spotkał Jonasza Koftę z którym współpracował już wcześniej. Ponieważ namówiono go do nagrania polskiej wersji piosenki Fascination z repertuaru Nat King Cole’a do której tekst napisał Kofta. Minęły cztery dni i zarówno tekst, jak i cała piosenka była gotowa do prezentacji publicznej. Nosiła tytuł, który stał się niezapomnianym, chwytliwym szlagwortem – Z tobą chcę oglądać świat. Wodecki napotkał też na pewien problem...

Nie da się ukryć, że „Dzidka” nie mogła rozwinąć w pełni swojego wokalnego kunsztu, czyli jak mówią wokaliści „ryknąć”. Tu mam wyrzuty sumienia, ponieważ pisałem to na swoją skalę i w swojej tonacji c-dur. Niestety głosy się nie ułożyły. Zasada powinna być taka, że jak mężczyzna zaczyna, to kiedy przychodzi partia kobieca, głos musi się perlić. A tu miała za nisko... Tak w ogóle nie ma się czego wstydzić. To jest numer „amerykański” i wiem, że paru tamtejszych kompozytorów dało by mi niezły grosz, gdybym im to oddał. Jak słyszę tę piosenkę, to się sam dziwię, że to ja napisałem. Jakby „palec boży”. Jeśli przyjąć, że to Pan Bóg rządzi pogodą, może być i tak.

## Upamiętnienie Jonasza Kofty
23 czerwca 1988 roku Zbigniew Wodecki razem ze Zdzisławą Sośnicką wziął udział w koncercie zatytułowanym Pamiętajcie o ogrodach (w ramach XXV Krajowego Festiwalu Piosenki Polskiej w Opolu), gdzie wykonał Z tobą chcę oglądać świat. Koncert poświęcony był twórczości zmarłego w kwietniu 1988 roku poety Jonasza Kofty, autora słów tej piosenki.

## Inne wykonania
Wśród wykonujących cover piosenki wykonawców, znaleźli się m.in. tacy wykonawcy jak: Natalia Kukulska, Andrzej Piaseczny, Edyta Górniak (w duecie ze Zbigniewem Wodeckim), Piotr Baron, Robert Rozmus, Piotr Gąsowski, Anna Nikiforowa, Krzysztof Niewirowski, Jacek Borkowski i Agnieszka Włodarczyk, Kacper Kuszewski, Katarzyna Nowak, Misza Czerniak, Natalia Szroeder (w duecie ze Zbigniewem Wodeckim), Monika Borzym i Krzysztof Kwiatkowski, Magdalena Janicka i Łukasz Stojko.

## Piosenka „Z tobą chcę oglądać świat” w polskiej kinematografii
Piosenka znalazła się na ścieżce dźwiękowej filmu komediowego pt. Jan z drzewa (2008) w reżyserii Łukasza Kasprzykowskiego. Artysta zaśpiewał swą kompozycję w duecie z Katarzyną Rodowicz.